# Аникеевский (Башкортостан)
Аникеевский — деревня в Ишимбайском районе Башкортостана, входит в состав Байгузинского сельсовета.

## История
Основана в 1906 году белорусами-переселенцами на территории Азнаевской волости как посёлок Аникеевка. Учитывалась также как деревня Аникеево, Нагайбак (Ишимбайская энциклопедия. Уфа: Башкирская энциклопедия, 2015, С. 70).
С 1950-х годов носит современное название и статус.

## Население
В 1920 году — 95 человек, в 1939 г. — 181 чел., в 1959 г. — 169 чел. в 1989 г. — 22 чел. (Ишимбайская энциклопедия. Уфа: Башкирская энциклопедия, 2015, С. 71)
| 2002 | 2009 | 2010 |
| ---- | ---- | ---- |
| 18   | ↘17  | ↘12  |

Проживают русские и белорусы.

## Географическое положение
Связана дорогами районного значения с деревней Кашалакбаш, селом Кинзебулатово.
Расстояние до:
- районного центра Ишимбай: 23 км,
- центра сельсовета Кинзебулатово: 8 км,
- ближайшей ж/д станции Салават: 40 км.

## Улицы
- Фёдора Кулешова.

## Достопримечательности
Возле деревни расположен исток р. Зыярателга (букв. могильная река).

## Известные жители
- Аникеев, Иван Константинович (20 сентября 1938 года, д. Аникеево Макаровского района Башкирской АССР — 17 мая 2011, г. Салават) — химик. Кандидат технических наук (1976). Заслуженный изобретатель РСФСР.